# ГЕС Кірквуд
ГЕС Кірквуд — гідроелектростанція у штаті Каліфорнія (Сполучені Штати Америки). Знаходячись перед ГЕС Moccasin, становить верхній ступінь каскаду на річці Туолемі, правій притоці Сан-Хоакін (впадає до затоки Сан-Франциско).
Станція є складовою частиною системи водозабезпечення Сан-Франциско. В межах цього проекту у 1923 році в верхів'ї Туолемі спорудили призначене для накопичення води сховище Hetch Hetchy, для чого звели бетонну арково-гравітаційну греблю O'Shaughnessy. Ця споруда після проведених в кінці 1930-х робіт з нарощування досягла висоти у 95 метрів (від тальвегу, висота від підошви фундаменту — 131 метр) та довжини 274 метри. При товщині по основі 94 метри вона потребувала 573 тис. м3 матеріалу та дала змогу створити резервуар з корисним об'ємом 420 млн м3 (коливання рівня між позначками 1070 та 1157 метрів НРМ).
Зі сховища під правобережним гірським масивом прокладено дериваційний тунель довжиною 18 км з перетином 4,3х4,4 метра, який по завершенні переходить у напірний водовід довжиною 0,6 км.
Основне обладнання станції становлять три турбіни типу Пелтон загальною потужністю 118,2 МВт, які працюють при напорі від 242 до 454 метрів (номінальний напір 379 метрів). Дві з них встановили за чотири десятки років після спорудження греблі, а третю додали ще на двадцять років пізніше. У 2017-му гідроагрегати забезпечили виробітку 525 млн кВт-год електроенергії.
Управління роботою станції відбувається дистанційно з ГЕС Moccasin.